# جغرافیا (استرابون)
گِئوگرافیکا (به یونانی باستان: Γεωγραφικά) یا جغرافیا، دانشنامه‌ای جغرافیایی است، که استرابون میان سال‌های ۲۰ پ.م و ۲۳ میلادی آن را به زبان یونانی کهن نوشته است. این دانشنامه دارای ۱۷ کتاب است، و تمام جغرافیای جهانِ شناخته شده تا آن زمان  را دارد.

## سرگذشت

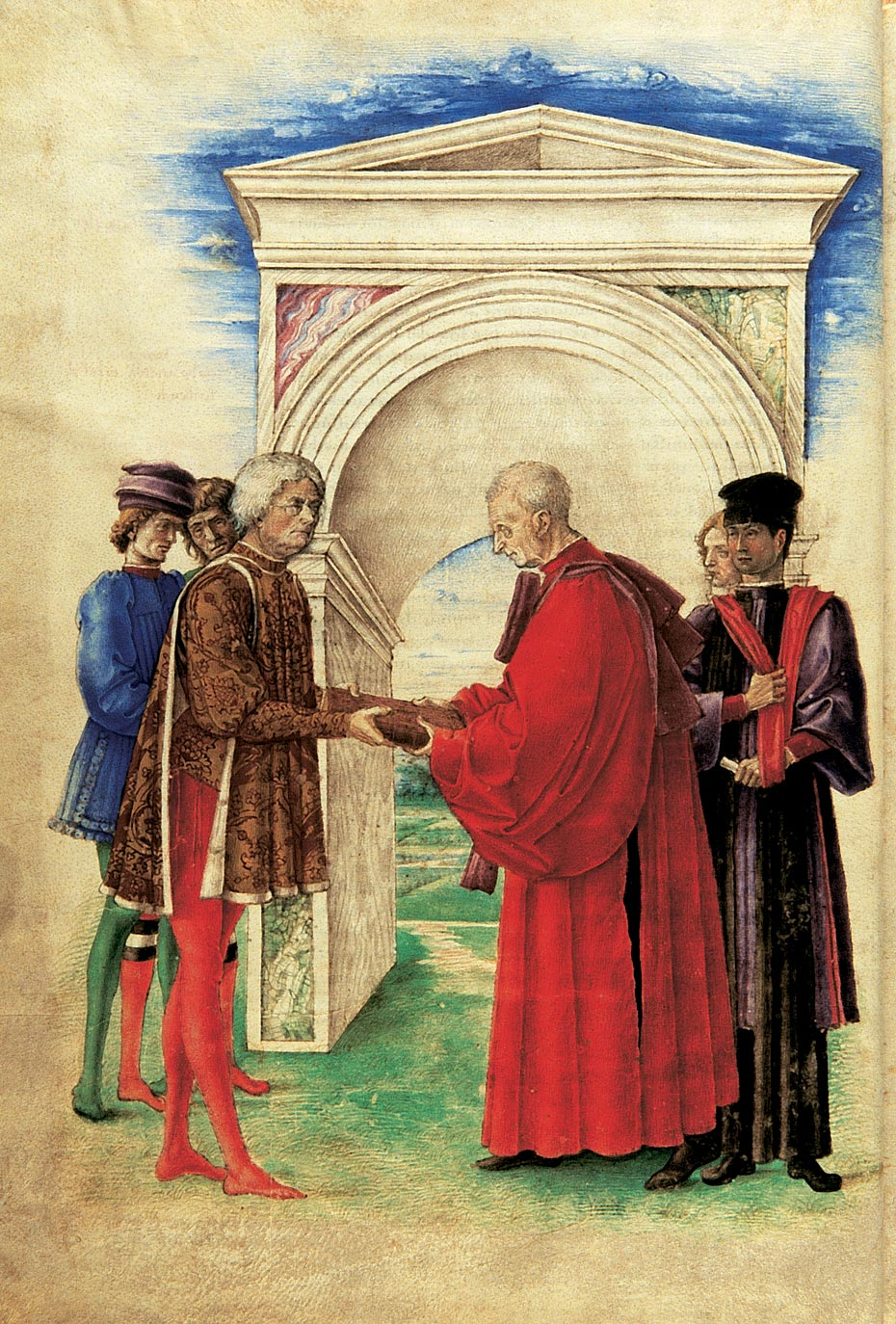
گوارینو ترجمهٔ خود را به یَکوپو آنتونیو مارچلّو، پشتیبان مالی‌اش، تسلیم می‌کند.

دست‌نوشتهٔ این دانشنامه تا پایان زندگی نویسنده به رشتهٔ تحریر در می‌آید؛ ولی با مرگ او در سال ۲۳ ناتمام می‌ماند. متن آن تا دوران باستان پسین سالم می ماند، ولی تا سدهٔ ششم به آن توجه زیادی نمی‌شد. از سدهٔ نهم، نویسندگان بیزانسی بارها به آن استناد می‌کنند. نمونه‌های بسیاری از آنها را از سدهٔ پانزدهم به دنیای غرب می‌آورند، که متعلق هستند به: جووانی آئوریسپا (۱۴۲۴)، فرانسوا فیلِلف (۱۴۲۷)، ایزیدور کیِفی (۱۴۳۸)، بازیلیوس بساریون (۱۴۴۶) و سیریاکوس آنکونایی (۱۴۴۸). نخستین‌بار گوارینوی ورونایی میان سال‌های ۱۴۵۳ و ۱۴۵۸، به‌خواستِ پاپ نیکلاس پنجم، این دانشنامه را به زبان لاتین برمی‌گرداند. همزمان با او، گرگوریوس تیفرناس نیز ترجمهٔ خویش را ارائه می‌کند.
نخستین چاپ این دانشنامه سال ۱۵۱۶ در ونیز منتشر می‌شود. نخستین نسخهٔ انتقادی (مربوط به سال‌های ۱۸۴۴ تا ۱۸۵۳) را کرالر در برلین می‌نویسد. این دانشنامه را نخستین‌بار یوهان فردریش دوبنر (۱۸۵۳–۱۸۵۸) نزد خاندان دیدو به‌فرانسوی درمی‌آورد.

## درون‌مایه
- کتاب‌های یکم و دوم: ملاحظات کلی
- کتاب سوم: ایبِریا
- کتاب چهارم: گُل
- کتاب پنجم: ایتالیا (۱)
- کتاب ششم: ایتالیا (۲)
- کتاب هفتم: بقیه اروپا
- کتاب هشتم: یونان (۱)
- کتاب نهم: یونان (۲)
- کتاب دهم: آیتولیا و جزایر یونانی
- کتاب یازدهم: شمال آسیا، قفقاز، ارمنستان
- کتاب دوازدهم: ناحیهٔ پُنتوس
- کتاب سیزدهم: آسیای صغیر (۱)
- کتاب چهاردهم: آسیای صغیر (۲)
- کتاب پانزدهم: هند و پارس
- کتاب شانزدهم: از آشور تا عربستان
- کتاب هفدهم: مصر و لیبی

### کتابشناسی
- Strabon, Géographie, texte établi et traduit par Germaine Aujac, François Lasserre, Raoul Baladié et Benoît Laudenbach, édition des Belles Lettres, 12 volumes
- (en) Aubrey Diller et Oskar Kristeller, " Strabo ", dans Catalogus translationum et commentariorum: Mediaeval and Renaissance Latin translations and commentaries: annotated lists and guides, vol. 2, Washington, Catholic University of America Press, 1960 (lire en ligne), p. 225-230